# Správní obvod obce s rozšířenou působností Hořice
Správní obvod obce s rozšířenou působností Hořice je od 1. ledna 2003 jedním ze tří správních obvodů rozšířené působnosti obcí v okrese Jičín v Královéhradeckém kraji. Čítá 29 obcí.
Město Hořice je zároveň obcí s pověřeným obecním úřadem, přičemž oba správní obvody jsou územně totožné.

## Seznam obcí
Poznámka: Města jsou vyznačena tučně.
- Bašnice
- Bílsko u Hořic
- Boháňka
- Borek
- Bříšťany
- Cerekvice nad Bystřicí
- Červená Třemešná
- Dobrá Voda u Hořic
- Holovousy
- Hořice
- Chomutice
- Jeřice
- Lískovice
- Lukavec u Hořic
- Miletín
- Milovice u Hořic
- Nevratice
- Ostroměř
- Petrovičky
- Podhorní Újezd a Vojice
- Rašín
- Rohoznice
- Sobčice
- Staré Smrkovice
- Sukorady
- Tetín
- Třebnouševes
- Úhlejov
- Vřesník

## Obyvatelstvo
| Rok  | Obyv.  | ± %    |
| ---- | ------ | ------ |
| 1869 | 25 001 | —      |
| 1880 | 25 968 | +3,9 % |
| 1890 | 26 749 | +3 %   |
| 1900 | 27 038 | +1,1 % |
| 1910 | 28 214 | +4,3 % |

| Rok  | Obyv.  | ± %     |
| ---- | ------ | ------- |
| 1921 | 27 174 | −3,7 %  |
| 1930 | 26 040 | −4,2 %  |
| 1950 | 20 036 | −23,1 % |
| 1961 | 19 816 | −1,1 %  |
| 1970 | 19 072 | −3,8 %  |

| Rok  | Obyv.  | ± %    |
| ---- | ------ | ------ |
| 1980 | 19 241 | +0,9 % |
| 1991 | 18 424 | −4,2 % |
| 2001 | 18 260 | −0,9 % |
| 2011 | 18 305 | +0,2 % |
| 2021 | 17 826 | −2,6 % |